# Martin Fischer
Martin Fischer (Dornbirn, 21 de julho de 1986) é um tenista profissional áustriaco, seu melhor ranking de número 117 em simples pela ATP, em 2010, e de 119 em duplas.

## Simples
| Legenda               |
| ATP Challenger Series |
| ITA Futures Series    |

## Vices (1)
| N. | Data       | Torneio         | Piso | Oponente na final | Placar da final |
| 1. | 16.11.2009 | Yokohama, Japan | Duro | Takao Suzuki      | 4-6, 6-7(5)     |